# Mario Tennis Open
Mario Tennis Open (マリオテニス オープン Mario Tenisu Ōpun?) es un videojuego de deportes de la serie Mario para la videoconsola Nintendo 3DS. El juego fue desarrollado por Camelot, que ha producido la mayor parte de los títulos anteriores de Mario Tennis, a excepción de Mario's Tennis para Virtual Boy.
Al igual que los anteriores títulos de Mario Tennis, Mario Tennis Open deincorpora personajes, escenarios y situaciones de la franquicia Mario. Los jugadores pueden participar en partidos de tenis estándar, pero también pueden establecer diferentes reglas y objetivos. Están disponibles diecisiete personajes jugables diferentes, cada uno con cualidades especiales que se utilizan en beneficio de los jugadores. Mario Tennis Open es el primer juego de Mario Tennis que ofrece juego en línea simultáneamente.
Mario Tennis Open recibió críticas positivas, obteniendo las puntuaciones totales de 69,54% en GameRankings y un 70 en Metacritic.

## Modo de juego
Mario Tennis Open tiene características diferentes a los partidos de tenis tradicionales, jugando ya sea en individuales o dobles. Diferentes tiros (globos, divisiones y dropshots) pueden ser ejecutados con diferentes combinaciones de botones o seleccionándolos en la pantalla táctil de Nintendo 3DS. Además, el jugador puede utilizar el giroscopio de 3DS para ver desde distintas posiciones la jugada. Mario Tennis Open no dispone de modo historia, a diferencia de anteriores juegos de la serie para portátiles como Mario Tennis y Mario Tennis: Power Tour.
Mario Tennis Open cuenta con dieciséis personajes de Mario, cuatro de ellos son desbloqueables. Cada personaje posee una habilidad pre-determinada, como ventajas en la velocidad, la ofensa o la defensa. Los Mii almacenados en el Editor de Mii de Nintendo 3DS también se puede seleccionar. A diferencia de los personajes de Mario, las habilidades de los personajes Mii varían y son personalizables, estas habilidades están determinadas por el equipo de tenis que el jugador se equipe. Los diferentes objetos selecionables se compran con monedas que se otorgan después de jugar cada modo de juego. Sin embargo, los trajes se obtienen al completar ciertos objetivos. Escaneando ciertos códigos QR también se puede desbloquear personajes adicionales y un traje.
Mario Tennis Open contiene multijugador inalámbrico en línea y local, lo que permite hasta cuatro jugadores jugando simultáneamente en diferentes consolas Nintendo 3DS. Cuando un jugador con una consola Nintendo 3DS entra en contacto con otro vía StreetPass, podrá jugar contra un oponente, controlado por computadora, cuyo estilo de juego que imita el del otro jugador, siempre que la otra consola también contenga datos guardados de Mario Tennis Open.

## Personajes
- Mario (Todo Terreno)
- Luigi (Todo Terreno)
- Peach (Técnica)
- Yoshi (Velocidad)
- Daisy (Técnica)
- Boo (Difícil)
- Bowser Jr. (Difícil) (Bowsy en España)
- Diddy Kong (Velocidad)
- Donkey Kong (Poder)
- Waluigi (Defensa)
- Wario (Poder)
- Bowser (Poder)

### Desbloqueables
- Destello (Técnica, se desbloquea al completar el nivel 3 del Galaxy Rally)
- Bebé Mario (Velocidad, se desbloquea al completar el nivel 3 de Super Mario Tennis)
- Bebé Peach (Difícil, se desbloquea al completar el nivel 3 de tiro a los anillos)
- Bowsitos (Defensa, se desbloquea al completar el nivel 3 de arreglo de cuentas de tinta)

#### Personajes Descargable QR
- Yoshi rojo (Técnica)
- Yoshi azul (Velocidad)
- Yoshi azul claro (Velocidad)
- Yoshi amarillo (Poder)
- Yoshi rosa (Técnica)
- Yoshi negro (Todo Terreno)
- Yoshi blanco (Difícil)
- Mario de metal (Poder)

## Recepción y crítica
Mario Tennis Open ha recibido críticas positivas, con puntuaciones totales de 69,54% en GameRankings y un 70 en Metacritic. Nintendo Power puntuó a Mario Tennis Open con un 7,0 sobre 10 en su edición de mayo de 2012. Game Informer dio a este juego un 8 sobre 10. Nintendo World Report puntuó a este juego con un 7,5 sobre 10.
Gaming Bus premió al juego con una B, establecimiento como ventajas la perspectiva fija trabajada tan bien como en otros juegos, la inclusión de las capacidades de los sensores giroscópicos es agradable para los juegos cortos, muchas opciones para poder elegir cómo jugar al juego, que los minijuegos en su mayor parte funcionan bien, la amplia variedad de personalización de los personajes Mii, un montón de desbloqueables y los diferentes métodos de desbloqueo, gran multijugador, y gapelando los gráficos y la música. Sin embargo, el estudio también cita como una caída importante del juego la frecuencia relativa de los disparos fortuitos, indicando que probablemente esté dominado, que lleva la estrategia fuera de juego. Otros inconvenientes mencionados fueron que el sensor giroscópico se extraña en juegos más largos, no hay un buen control sobre el ángulo de los disparos que el jugador puede tomar, no hay suficientes maneras de ganar monedas para tu cuarto, y hubiera sido bueno tener el modo batalla que los juegos anteriores han tenido. El blog Nintendo México lo calificó con un 7 de 10 alabando las múltiples voces que tiene cada personaje en el juego, sin embargo comentaron que el Gameplay deja mucho que desear, extrañando esos golpes especiales y más personajes, no solo Yoshis de colores